# Droga wojewódzka nr 231
Droga wojewódzka nr 231 (DW231) – droga wojewódzka w województwie pomorskim o długości 16 km, łącząca Skórcz z autostradą A1 i z drogą krajową nr 91 (wcześniej krajową „jedynką”) w Kolonii Ostrowickiej. Droga przebiega przez 2 powiaty: starogardzki (gminy: Smętowo Graniczne, Skórcz i miejska Skórcz) i tczewski (gmina: Gniew).

## Dopuszczalny nacisk na oś
Od 13 marca 2021 roku na drodze dopuszczalny jest ruch pojazdów o nacisku pojedynczej osi do 11,5 tony z wyjątkiem określonych miejsc oznaczonych znakiem zakazu B-19.

### Do 13 marca 2021 r.
Wcześniej droga wojewódzka nr 231 była objęta ograniczeniami dopuszczalnego nacisku pojedynczej osi:
| Znak  | Dopuszczalny nacisk | Odcinek              |
| ----- | ------------------- | -------------------- |
| DW231 | do 10 ton           | – Kolonia Ostrowicka |
| DW231 | do 8 ton            | Skórcz –             |

## Miejscowości przy trasie
- Skórcz
- Ryzowie
- Mirotki
- Stara Jania
- Kopytkowo
- Smętowo Graniczne – obwodnica
- Kolonia Ostrowicka